# Tipologia lingüística
La tipologia lingüística classifica les llengües per trets gramaticals comuns i no per famílies o semblances genètiques. És un dels grans camps d'estudi de la lingüística general, que intenta establir una sèrie de característiques universals a totes les llengües i analitzar com es manifesten als diferents idiomes (el concepte d'universal lingüístic). Un dels primers autors a llistar els possibles universals va ser Greenberg, el 1963, fortament influït pel generativisme.

## Ordre canònic de la frase
La sintaxi estudia els diferents components de la frase i quines funcions fan a l'oració. Aquestes funcions es poden dividir en tres grans grups: subjecte (S), verb (V) i objecte (O), que inclou la majoria de complements. Hi ha llengües, com el català, que permeten una certa llibertat en l'ordre d'aquests constituents i d'altres que només permeten un ordre fix. Però tots els idiomes tenen un ordre predilecte, que forma una oració canònica. Segons quin sigui aquest ordre, les llengües es classifiquen en una tipologia o una altra. Per exemple el català seria una llengua SVO, ja que aquest és l'ordre més típic de les frases.
Segons les permutacions possibles es troben llengües
- SVO: és l'ordre present a més idiomes,[2] incloent-hi les principals llengües indoeuropees. Aquest ordre s'altera en les preguntes, quan l'objecte està pronominalitzat o es vol donar èmfasi a algun element de la frase.
- SOV: són les segones llengües més comunes, com el japonès, l'hindi i les llengües caucàsiques. Juntament amb les SVO formen el 75% de les llengües analitzades.
- OSV: és una construcció més rara, present a algunes llengües de la selva de l'Amazones o a idiomes artificials (com a curiositat cal destacar que Yoda de la Guerra de les Galàxies parla tots els idiomes en un ordre OSV)
- OVS: aquesta estructura apareix al tàmil, al klíngon (llengua artificial parlada pels klíngons a l'univers de ficció de Star Trek) i a les construccions passives de moltes llengües, com el castellà.
- VOS: les llengües VOS acostumen a tenir un predomini del cas ergatiu, com el maia o el malgaix.
- VSO: aquesta construcció és la preferida per algunes llengües celtes o l'àrab antic però solen permetre altres estructures en alternança lliure.

Alguns autors destaquen que hi ha llengües que fixen un element en una posició concreta, deixant llibertat per ubicar els altres dos. Un exemple clar seria l'alemany, que marca el verb en segona posició i el subjecte i l'objecte canvien segons es tracti d'una proposició subordinada o principal, entre d'altres.

## Acusativitat
El verb pot regir (obligar) la presència de certs complements per tenir sentit, per exemple el verb "oblidar-se" en català exigeix un sintagma precedit per la preposició "de". Se sol distingir entre els complements exigits pels verbs transitius dels regits per verbs intransitius. Aquesta distinció s'anomena acusativitat i pot dur-se a terme amb un morfema concret, canviant l'ordre dels elements o amb sistemes híbrids. Segons el mecanisme predilecte, hi ha diversos tipus de llengües:
- Llengües nominatives-acusatives: consideren de la mateixa manera el subjecte de verbs transitius i intransitius, com un cas no marcat (i si existeix la declinació està en cas nominatiu), mentre que es marca l'objecte dels verbs transitius (en cas acusatiu en les declinacions). El llatí és un exemple d'aquest tipus de llengua (i per tant les llengües romàniques n'han heretat alguns trets, com es veu als pronoms febles o a l'existència de la veu passiva).
- Llengües ergatives-absolutives: declinen amb el mateix cas el subjecte dels verbs intransitius i l'objecte dels transitius, ressaltant el seu caràcter d'elements imprescindibles, mentre que deixen a part el subjecte dels verbs transitius (en cas ergatiu o a vegades en genitiu si hi ha declinacions). Un exemple seria el basc.
- Llengües activo-estatives: els complements dels verbs intransitius poden comportar-se com els dels transitius o pertànyer a una categoria a part en funció del significat o paper temàtic (en la teoria Theta) que jugui. N'és un exemple el georgià.
- Llengües austronèsiques: aquesta família lingüística té un sistema híbrid de considerar els arguments, que dona peu a diferents veus (fins a quatre diferents).

Hi ha llengües que no s'ajusten a cap dels esquemes anteriors o que usen sistemes variables en funció del context, com certs idiomes iranians. La tipologia bàsica necessita ser eixamplada amb posteriors estudis, ja que hi ha llengües poc estudiades.

### Tipologia de Milewski
Tadeusz Milewski va proposar una classificació sintàctica que dividia les llengües en sis grups, anant més enllà de l'acusativitat tradicional, ja que té en compte els papers temàtics:
- En les llengües del primer grup, l'agent i l'experimentador es marquen amb el cas nominatiu, mentre que l'objecte es marca amb l'acusatiu. La majoria de llengües nominatives-acusatives pertanyen a aquest grup.
- Al segon s'agrupen l'experimentador i el pacient, amb una marca diferent que l'agent, com fan la majoria de llengües ergatives-absolutives.
- Al tercer grup els atributs i els experimentadors posseeixen la mateixa marca gramatical, en cas genitiu.
- Dins el quart grup estan els idiomes que usen el genitiu també per l'agent.
- Un cinquè grup, molt poc nombrós, separa el pacient de la resta de papers temàtics.
- Per acabar existeixen llengües que usen el cas ergatiu per l'agent i un genitiu genèric per a la resta de complements.

## Tipologia morfològica
Segons el procediment més usual per formar nous mots, les llengües es classifiquen en diverses tipologies, enunciades per primer cop per Karl Wilhelm Friedrich von Schlegel. Avui dia es pensa que no hi ha tipus absoluts, sinó un continu amb llengües més aglutinants o més sintètiques que d'altres, per exemple.
Es considera que una llengua és sintètica quan afegeix un morfema (o més) a un lexema per formar paraules per derivació, com el cas del català, que pot crear "tauleta" a partir del primitiu "taula". Segons si els morfemes es poden destriar fàcilment o no es parla d'una llengua analítica o fusional. Els verbs són fusionals en català, perquè no es pot separar el morfema de temps de l'aspecte o el de la persona i el de nombre, per exemple. En canvi el turc és un idioma clarament analític, perquè la separació entre els diferents morfemes es marca fins i tot fonèticament.
Per altra banda, les llengües aïllants (que sovint són una variació de determinats paradigmes analítics), funcionen a base de mots invariables, com per exemple els verbs en anglès, que no tenen gairebé conjugació.
Per acabar existeixen les llengües polisintètiques, més rares, que són les que condensen tota una frase en un sol mot, de manera que tenen una morfologia extremadament regular però paraules molt complexes, formades per gran quantitat de morfemes. És el cas de la majoria de llengües ameríndies antigues.

## Existència de classificadors
Hi ha llengües que tenen una categoria especial, anomenada classificador, que serveix per precisar el tipus de nom de què es tracta. No és un morfema ordinari ni una categoria separada, sinó un híbrid, per això les llengües es poden dividir entre les que tenen aquest classificador i les que no el tenen.
Són idiomes amb classificadors el llenguatge de signes o el japonès. Lèxicament aquestes partícules funcionen com a col·lectius (per això es pot dir en japonès "tres persones d'alumnes" en comptes de "tres alumnes" directament). Hi ha una nòmina tancada de classificadors, que varia segons l'idioma però que s'acosta als 20 i que permet dividir els noms en conjunts semblants als gèneres d'Aristòtil o als hiperònims usats en la majoria de definicions.

## Trets rítmics
Les llengües també poden estudiar-se en funció dels elements rítmics rellevants des del punt de vista de la fonètica. Les llengües sil·làbiques es basen en la síl·laba, que dura més o menys sempre el mateix i que té una estructura fixa (com el cas del castellà). En canvi les llengües accentuals mesuren el temps entre síl·labes tòniques, com les llengües germàniques. Les llengües tonals, com el xinès, sumen a la força de veu el to de cada mot particular, que influeix en la corba melòdica general.

## Verbs de moviment
Els idiomes poden codificar els verbs de moviment segons dos grans grups: uns accentuen la manera de desplaçar-se mentre que altres descriuen la trajectòria dins del significat lèxic del verb. La resta d'informacions s'afegeixen mitjançant complements. Els primers són els idiomes que tenen un marc verbal, com les llengües germàniques o el xinès, mentre que dins del segon s'hi classifiquen la majoria de llengües romàniques.